# Kálnoki Kis Attila
Kálnoki Kis Attila (Budapest, 1965. október 30. –) az Újpesti Dózsa világbajnok öttusázója.

## Nemzetközi versenyei

### Világbajnokság
- 1989-ben a Budapesten megnyerték (Kálnoki, Martinek János, Mizsér Attila) a világbajnoki váltót.
- 1991-ben a San Antonioi világbajnokságon a váltó tagjaként (Fábián László, Kálnoki, Madaras Ádám) lett világbajnok.
- 1993-ban Darmstadtban Fábián László, Kálnoki, Mizsér Attila (váltó)
- 1994-ben Sheffieldben Fábián László, Kálnoki, Martinek János (váltó)
- 1995-ben Bázelben Hanzély Ákos, Sárfalvi Péter, Kálnoki

### Európa-bajnokság
1991-ben csapatban (Madaras Ádám, Fábián László, Kálnoki) aranyérmes az Európa-bajnokságon.

## Sportvezetőként
2000-2003 között a Men's fitness. Amikor a teljesítmény számít magyar kiadásának (JMG Magazin Kiadó Kft., Bp.) főszerkesztője. A CKM férfi magazintól átszerződve, 2005-2008 között a Ringier Kiadó Kft.-hez tartozó Nemzeti Sport főszerkesztője lett. 2007-2013 között a Sport & style. l'Equipe magyar kiadásának (Ringier, Bp.) főszerkesztője.
2009-ben a nyugdíjba vonult Pécsi Gábort követte a Magyar Öttusa Szövetség (MÖSZ) főtitkári székében.

## Sikerei, díjai
A MÖSZ Elnöksége megalakulásának 40. évfordulóján, 1988. decemberben elismerő emlékplaketteket - A magyar öttusáért – adományozott részére. 2003-ban újból megkapta ezt az elismerő plakettet. A MÖSZ Elnöksége kiváló ifjúsági sportoló, majd nemzetközi osztályú sportoló besorolással minősítette.
2002. augusztus 20-án, a magyar államalapítás ünnepe alkalmából Jánosi György sportminiszter a Magyar Köztársaság Arany Érdemkeresztje kitüntetésben részesítette Kálnoki Kis Attilát, a MÖSZ társelnökét.